# Línia evolutiva de Combee
Aquesta línia evolutiva de Pokémon inclou Combee i Vespiquen.

## Combee
Combee és una de les espècies que apareixen a la franquícia Pokémon, una sèrie de videojocs, anime, mangues, llibres, cartes col·leccionables i altres mitjans que va ser inventada per Satoshi Tajiri i ha generat milers de milions de dòlars en beneficis per a Nintendo i Game Freak. És de tipus bestiola i tipus volador. Evoluciona a Vespiquen (només si és femella).

## Vespiquen
Vespiquen és una de les espècies que apareixen a la franquícia Pokémon, una sèrie de videojocs, anime, mangues, llibres, cartes col·leccionables i altres mitjans que va ser inventada per Satoshi Tajiri i ha generat milers de milions de dòlars en beneficis per a Nintendo i Game Freak. És de tipus bestiola i de tipus volador. Evoluciona de Combee (només si és femella).